# Caetano da Costa Coelho

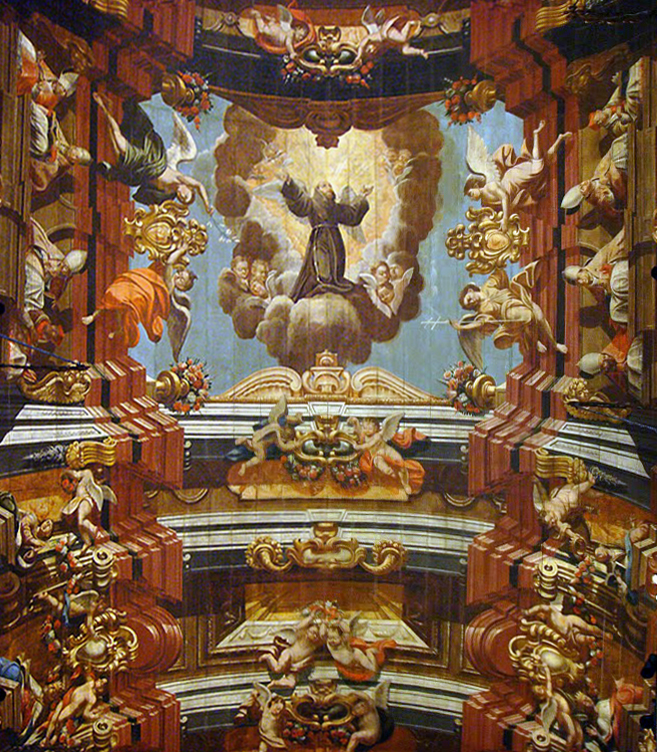
Detalhe do forro da nave da Igreja de São Francisco da Penitência, Rio

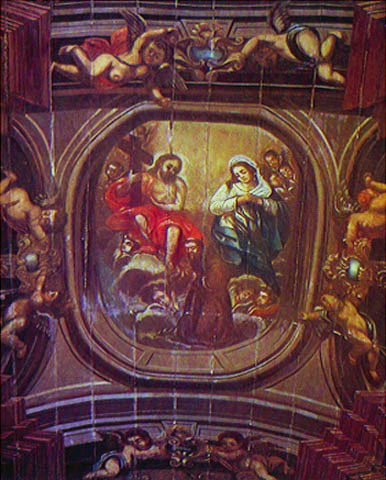
Cristo, Virgem Maria e São Francisco em detalhe da forro da capela-mor

Caetano da Costa Coelho foi um pintor e dourador ativo no Brasil Colônia na primeira metade do século XVIII. Nasceu provavelmente em Portugal, e faleceu no Rio de Janeiro, em datas ignoradas.
Sua identidade só foi estabelecida na década de 1940 pela pesquisadora Nair Batista, havendo escassa informação sobre ele. Sabe-se que em 1722 executou um painel para a Santa Casa de Misericórdia. Em 1732, no teto da capela-mor Igreja da Ordem Terceira de São Francisco da Penitência, criou a primeira pintura de perspectiva arquitetônica ilusionística da colônia, estilo que logo teria muitos seguidores. Em seguida pintou o teto da nave (1737)  e os painéis laterais da capela-mor (1743) da mesma igreja. Seu último trabalho conhecido é o douramento da talha da Igreja e Mosteiro de São Bento no Rio (1739-43).

## Igreja da Ordem Terceira de São Francisco da Penitência
A pintura da igreja é de Caetano, que utilizou muito do estilo ilusionista, tendo feito a primeira obra do gênero no Brasil (1734-1737). Na nave, o artista utilizou a arquitetura fingida, figuras assentes nas tribunas, anjos voando e segurando arcos pintados e emoldurados pela visão de São Francisco. Na capela-mor, a pintura é ilusionista e mais geometrizada, tendo pouco espaço para a visão celeste.